# Гус Лејк (Ајова)
Гус Лејк (енгл. Goose Lake) град је у америчкој савезној држави Ајова. По попису становништва из 2010. у њему је живело 240 становника.

## Демографија
Према попису становништва из 2010. у граду је живело 240 становника, што је 8 (3,4%) становника више него 2000. године.
| Група             | 2000.       | 2010.       |
| Белци             | 226 (97,4%) | 238 (99,2%) |
| Афроамериканци    | 0 (0,0%)    | 0 (0,0%)    |
| Азијати           | 0 (0,0%)    | 0 (0,0%)    |
| Хиспаноамериканци | 1 (0,4%)    | 0 (0,0%)    |
| Укупно            | 232         | 240         |